# Genoa CFC
Genoa Cricket and Football Club, közismertebb nevén Genoa vagy rövidítésként Genoa CFC egy profi labdarúgócsapat Genovában, Olaszországban. A 2023-24-es szezonban a Serie A-ben szerepel, miután a 2022-23-as szezonban följutott Serie-B ből.
Elsőként hivatalos olasz labdarúgócsapatként 1893. szeptember 7-én alakult meg.
Hosszú történelme során a Genoa kilencszer nyerte meg az olasz labdarúgó-bajnokságot, az elsőt 1898-ban, vagyis a bajnokság nyitó szezonját. Legutoljára az aranyérmet az 1923–24-es szezonban tudták megszerezni. Az olasz kupában viszont csak egyszer értek a csúcsra. Történelmi szempontból a Genoa CFC a tizedik legsikeresebb klub az olasz labdarúgásban, mindamellett a bajnokságot nyerő csapatok közül a negyedik legsikeresebb.

## Jelenlegi keret
Utolsó módosítás: 2024. augusztus 31.
*A vastaggal jelzett játékosok felnőtt válogatottsággal rendelkeznek.
**A dőlttel jelzett játékosok kölcsönben szerepelnek a klubnál.
| Mezszám                | Név                    | Nemzetiség     | Születési hely             | Születési idő (kor)            | Korábbi csapat           | Érték (€)  | Szerződés lejárta |
| Kapusok                | Kapusok                | Kapusok        | Kapusok                    | Kapusok                        | Kapusok                  | Kapusok    | Kapusok           |
| ---------------------- | ---------------------- | -------------- | -------------------------- | ------------------------------ | ------------------------ | ---------- | ----------------- |
| 1                      | Nicola Leali           | olasz          | Castiglione delle Stiviere | 1993. február 17. (32 éves)    | Ascoli Calcio 1898       | 600 000    | 2026.06.30.       |
| 39                     | Daniele Sommariva      | ITA            | Genova                     | 1997. július 18. (27 éves)     | Delfino Pescara 1936     | 100 000    | 2025.06.30        |
| 95                     | Pierluigi Gollini      | ITA            | Fermo                      | 1995. március 18. (30 éves)    | Atalanta BC              | 4 000 000  | 2025.06.30.       |
| 99                     | Franz Stolz            | AUT            | Bruck an der Mur           | 2001. február 14. (24 éves)    | SKN St. Pölten           | 200 000    | 2027.06.30        |
| Védők                  |                        |                |                            |                                |                          |            |                   |
| 3                      | Aarón Martín           | ESP            | Montmeló                   | 1997. április 22. (27 éves)    | RC Celta de Vigo         | 5 000 000  | 2026.06.30        |
| 4                      | Koni De Winter         | BEL            | Antwerpen                  | 2002. június 12. (22 éves)     | Empoli FC                | 12 000 000 | 2028.06.30.       |
| 13                     | Mattia Bani            | ITA            | Borgo San Lorenzo          | 1993. december 10. (31 éves)   | SSD Parma Calcio 1913    | 2 500 000  | 2026.06.30        |
| 14                     | Alessandro Vogliaccio  | ITA            | Acquaviva delle Fonti      | 1998. szeptember 14. (26 éves) | Benevento Calcio         | 2 000 000  | 2027.06.30        |
| 15                     | Brooke Norton-Cuffy    | ENG · Dominika | London                     | 2004. január 12. (21 éves)     | Millwall FC              | 4 500 000  | 2029.06.30        |
| 20                     | Stefano Sabelli        | ITA            | Róma                       | 1993. január 13. (32 éves)     | Brescia Calcio           | 1 500 000  | 2025.06.30        |
| 22                     | Johan Vásquez          | MEX            | Návoly                     | 1998. október 22. (26 éves)    | US Cremonese             | 10 000 000 | 2027.06.30.       |
| 27                     | Alessandro Marcandalli | olasz          | Ponte San Pietro           | 2002. október 25. (22 éves)    | AC Reggiana 1919         | 2 000 000  | 2029.06.30        |
| 33                     | Alan Maturro           | URU · olasz    | Montevideo                 | 2004. október 11. (20 éves)    | Defensor Sporting        | 3 500 000  | 2026.06.30        |
| 59                     | Alessandro Zanoli      | ITA            | Carpi                      | 2000. október 3. (24 éves)     | SSC Napoli               | 3 500 000  | 2025.06.30.       |
| 69                     | Honest Ahanor          | ITA            | Aversa                     | 2008. február 23. (17 éves)    | Utánpótlásból került fel | 3 000 000  | 2027.06.30.       |
| Középpályások          |                        |                |                            |                                |                          |            |                   |
| 2                      | Morten Thorsby         | NOR            | Oslo                       | 1996. május 5. (28 éves)       | 1. FC Union Berlin       | 3 000 000  | 2026.06.30        |
| 8                      | Emil Bohinen           | NOR            | Derby                      | 1999. március 12. (26 éves)    | US Salernitana 1919      | 1 800 000  | 2027.06.30        |
| 10                     | Junior Messias         | BRA            | Belo Horizonte             | 1999. február 18. (26 éves)    | AC Milan                 | 2 500 000  | 2025.06.30        |
| 17                     | Ruszlan Malinovszkíj   | UKR            | Zsitom                     | 1993. május 4. (31 éves)       | Olympique de Marseille   | 5 000 000  | 2027.06.30.       |
| 23                     | Fabio Miretti          | ITA            | Pinerolo                   | 2003. augusztus 3. (21 éves)   | Juventus FC              | 15 000 000 | 2025.06.30.       |
| 32                     | Morten Frendrup        | DEN            | Holbæk                     | 2001. április 7. (23 éves)     | Brøndby IF               | 20 000 000 | 2028.06.30        |
| 47                     | Milan Badelj           | CRO            | Zágráb                     | 1989. február 25. (36 éves)    | SS Lazio                 | 800 000    | 2025.06.30.       |
| 53                     | Lior Kasa              | ISR · ETH      | Jeruzsálem                 | 2005. szeptember 27. (19 éves) | MK Makkabi Haifa         | 4 000 000  | 2025.06.30.       |
| 55                     | Federico Accornero     | ITA            | Genova                     | 2004. február 5. (21 éves)     | Delfino Pescara 1936     | 500 000    | 2026.06.30@       |
| 72                     | Filippo Melegoni       | ITA            | Bergamo                    | 1999. február 18. (26 éves)    | AC Reggiana 1919         | 1 000 000  | 2027.06.30.       |
| 73                     | Patrizio Masini        | ITA            | La Spezia                  | 2001. január 27. (24 éves)     | Ascoli Calcio 1898       | 400 000    | Nem publikus      |
| Támadók                |                        |                |                            |                                |                          |            |                   |
| 9                      | Vitinha                | POR            | Cabaceiras de Basto        | 2000. március 15. (25 éves)    | Olympique de Marseille   | 14 000 000 | 2028.06.30        |
| 11                     | Gaston Pereiro         | URU            | Montevideo                 | 1997. június 15. (27 éves)     | Ternana Calcio           | 1 000 000  | 2025.06.30        |
| 18                     | Caleb Ekuban           | GHA · ITA      | Villafranca di Verona      | 1994. március 23. (30 éves)    | Trabzonspor              | 1 500 000  | 2026.06.30.       |
| 19                     | Andrea Pinamonti       | ITA            | Cles                       | 2001. január 27. (24 éves)     | US Sassuolo Calcio       | 15 000 000 | 2025.06.30.       |
| 21                     | Jeff Ekhator           | ITA · Nigéria  | Genova                     | 2006. november 11. (18 éves)   | Utánpótlásból került fel | 3 000 000  | Nem publikus      |
| 30                     | David Ankeye           | Nigéria        | Port Harcourt              | 2002. május 22. (22 éves)      | FC Sheriff Tiraspol      | 2 000 000  | 2028.06.30        |
| Kölcsönadott játékosok |                        |                |                            |                                |                          |            |                   |
| Név                    | Poszt                  | Nemzetiség     | Születési hely             | Születési idő (kor)            | Kölcsönben itt           | Érték (€)  | Kölcsön lejárta   |
| Simone Calvani         | kapus                  | ITA · NED      | Fivizzano                  | 2005. május 16. (19 éves)      | US Città di Pondetera    | 150 000    | 2025.06.30.       |
| Gabriele Cavani        | védő                   | ITA            | Róma                       | 2004. január 12. (21 éves)     | Brescia Calcio           | 300 000    | 2026.06.30.       |
| Lennart Czyborra       | védő                   | GER            | Berlin                     | 1999. május 3. (25 éves)       | WSG Tirol                | 700 000    | 2025.06.30.       |
| Lorenzo Gagliardi      | védő                   | ITA            | Olaszország, ?             | 2004. április 14. (20 éves)    | US Città di Pondetera    | 25 000     | 2025.06.30.       |
| Tommaso Pittino        | védő                   | ITA            | Olaszország, ?             | 2005. január 14. (20 éves)     | US Sestri Levante 1919   | 150 000    | 2025.06.30.       |
| Alessio Sarpa          | védő                   | ITA            | Olaszország, ?             | 2004. április 14. (20 éves)    | US Città di Pondetera    | 125 000    | 2025.06.30.       |
| Federico Valietti      | védő                   | ITA            | Bergamo                    | 1999. január 25. (26 éves)     | FC Trapani 1905          | 100 000    | 2025.06.30.       |
| Mattia Aramu           | középpályás            | ITA            | Cirié                      | 1995. május 14. (29 éves)      | Mantova 1911             | 1 300 000  | 2025.06.30.       |
| Krísztosz Papadópulosz | középpályás            | GRE            | Lárisza                    | 2004. november 1. (20 éves)    | Juventus Next Gen        | 800 000    | 2025.06.30.       |
| Manolo Portanova       | középpályás            | ITA            | Nápoly                     | 2000. június 2. (24 éves)      | AC Reggiana 1919         | 500 000    | 2025.06.30.       |
| Andrea Favilli         | támadó                 | ITA            | Pisa                       | 1997. május 17. (27 éves)      | SSC Bari                 | 400 000    | 2025.06.30.       |
| Seydou Fini            | támadó                 | ITA · CIV      | Nuoro                      | 2006. június 2. (18 éves)      | Excelsior Rotterdam      | 1 500 000  | 2025.06.30.       |
| Daniel Fossati         | támadó                 | ITA            | Genova                     | 2003. július 22. (21 éves)     | AS Gubbio 1910           | 50 000     | 2025.06.30.       |
| Albert Guðmundsson     | támadó                 | ISL            | Reykjavík                  | 1997. június 15. (27 éves)     | ACF Fiorentina           | 30 000 000 | 2025.06.30.       |
| Elia Petrelli          | támadó                 | ITA            | Genova                     | 2001. augusztus 15. (23 éves)  | Forli FC                 | 25 000     | 2025.06.30.       |
| Güven Yalçın           | támadó                 | TUR · GER      | Düsseldorf                 | 1999. január 18. (26 éves)     | FC Arouca                | 1 700 000  | 2025.06.30.       |

### Visszavonultatott mezszámok
- 6 –  Gianluca Signorini, söprögető, 1988–1995[5]
- 12 – A Gradinata Nord szurkolói, „a 12. ember”.[6]

### Híres játékosok
A Genoa összes jelenlegi és korábbi játékosaihoz lásd: Kategória:A Genoa labdarúgói
- Maurizio Ramon Turone
- Bruno Conti
- Morris Pagniello

## Elnökök listája
Alább a Genoa elnökeinek listája látható, az alapítástól, amikor még krikett és atlétikai klub voltak.
| Név                    | Évek      |
| ---------------------- | --------- |
| Charles De Grave Sells | 1893–1897 |
| Hermann Bauer          | 1897–1899 |
| Daniel G. Fawcus       | 1899–1904 |
| Edoardo Pasteur        | 1904–1909 |
| Vieri A. Goetzloff     | 1909–1910 |
| Edoardo Pasteur        | 1910–1911 |
| Luigi Aicardi          | 1911–1913 |
| Geo Davidson           | 1913–1920 |
| Guido Sanguineti       | 1920–1926 |
| Vincent Ardissone      | 1926–1933 |
| Aldo Tarabini          | 1933–1934 |
| Alfredo Costa          | 1934–1936 |
| Juan Culiolo           | 1936–1941 |
| Nino Bertoni           | 1941–1942 |

| Név                | Évek      |
| ------------------ | --------- |
| Giovanni Gavarone  | 1942–1943 |
| Nino Bertoni       | 1943–1944 |
| Aldo Mairano       | 1944–1945 |
| Antonio Lorenzo    | 1945–1946 |
| Edoardo Pasteur    | 1946      |
| Giovanni Peragallo | 1946      |
| Massimo Poggi      | 1946–1950 |
| Ernesto Cauvin     | 1951–1953 |
| Ugo Valperga       | 1953–1954 |
| Elnöki bizottság   | 1954–1958 |
| Fausto Gadolla     | 1958–1960 |
| Elnöki bizottság   | 1960–1963 |
| Giacomo Berrino    | 1963–1966 |
| Ugo Maria Failla   | 1966–1967 |

| Név               | Évek      |
| ----------------- | --------- |
| Renzo Fossati     | 1967–1970 |
| Virgilio Bazzani  | 1970      |
| Angelo Tongiani   | 1970–1971 |
| Gianni Meneghini  | 1971–1972 |
| Giacomo Berrino   | 1972–1974 |
| Renzo Fossati     | 1974–1985 |
| Aldo Spinelli     | 1985–1997 |
| Massimo Mauro     | 1997–1999 |
| Gianni E. Scerni  | 1999–2001 |
| Luigi Dalla Costa | 2001–2003 |
| Stefano Campoccia | 2003      |
| Enrico Preziosi   | 2003–2021 |
| Alberto Zangrillo | 2021-     |

## Menedzseri történelem
A Genoának rengeteg edzője és menedzsere volt, néhány szezonban menedzser-helyettes is volt. Az alábbiakban 1986-tól időrendi sorrendben egy teljes lista van. A 2010. november 7-i veresége után menesztették Gian Piero Gasperinit, mert a 14. helyen álló csapat az utolsó öt bajnoki mérkőzéséből négyet is elvesztett. A klub vezetése Davide Ballardinit nevezte ki helyére. Azonban Ballardini sem tudta sokáig betölteni a pozícióját, sőt még Gasperini is kapott ismét lehetőséget 2013-ban. 2010 óta, a már korábban emlegetett Gasperini-Ballardini csere dátumától 24 edzőváltás történt a klubnál, jelenleg a klub korábbi játékosa Alberto Gilardino tölti be ezt a szerepet, aki a primavera együttest irányította a klubnál előtte.
| Név                              | Nemzetiség                | Évek      |
| -------------------------------- | ------------------------- | --------- |
| James Richardson Spensley        | Anglia                    | 1896–1907 |
| Technikai irányítás              | Anglia                    | 1907–1912 |
| William Garbutt                  | Anglia                    | 1912–1927 |
| Renzo De Vecchi                  | Olaszország               | 1927–1930 |
| Szekany Géza                     | Magyarország              | 1930–1931 |
| Luigi Burlando Guillermo Stábile | Olaszország · Argentína   | 1931–1932 |
| Karl Rumbold                     | Ausztria                  | 1932–1933 |
| Nagy József                      | Magyarország              | 1933–1934 |
| Vittorio Faroppa                 | Olaszország               | 1934–1935 |
| Orth György                      | Magyarország              | 1935–1936 |
| Hermann Felsner                  | Ausztria                  | 1936–1937 |
| William Garbutt                  | Anglia                    | 1937–1939 |
| Ottavio Barbieri William Garbutt | Olaszország · Anglia      | 1939–1940 |
| Ottavio Barbieri                 | Olaszország               | 1940–1941 |
| Guido Ara                        | Olaszország               | 1941–1943 |
| Ottavio Barbieri                 | Olaszország               | 1945–1946 |
| William Garbutt                  | Anglia                    | 1946–1948 |
| Federico Allasio                 | Olaszország               | 1948–1949 |
| John David Astley                | Anglia                    | 1949–1950 |
| Manlio Bacigalupo                | Olaszország               | 1950–1951 |
| Senkey Imre                      | Magyarország              | 1951–1952 |
| Giacinto Ellena                  | Olaszország               | 1952–1953 |
| Sárosi György                    | Magyarország              | 1953–1955 |
| Renzo Magli                      | Olaszország               | 1955–1958 |
| Annibale Frossi                  | Olaszország               | 1958–1959 |
| Antonio Busini Gipo Poggi        | Olaszország · Olaszország | 1959–1960 |
| Annibale Frossi                  | Olaszország               | 1960–1961 |
| Renato Gei                       | Olaszország               | 1961–1963 |
| Beniamino Santos                 | Argentína                 | 1963–1964 |
| Paulo Amaral                     | Brazil                    | 1964–1965 |
| Luigi Bonizzoni                  | Olaszország               | 1965–1966 |
| Giorgio Ghezzi                   | Olaszország               | 1966–1967 |
| Livio Fongaro                    | Olaszország               | 1967–1968 |
| Aldo Campatelli                  | Olaszország               | 1968–1969 |
| Franco Viviani                   | Olaszország               | 1969–1970 |
| Arturo Silvestri                 | Olaszország               | 1970–1974 |
| Guido Vincenzi                   | Olaszország               | 1974–1975 |
| Gigi Simoni                      | Olaszország               | 1975–1978 |
| Pietro Maroso                    | Olaszország               | 1978–1979 |
| Gianni Di Marzio                 | Olaszország               | 1979–1980 |
| Gigi Simoni                      | Olaszország               | 1980–1984 |
| Tarcisio Burgnich                | Olaszország               | 1984–1986 |
| Attilio Perotti                  | Olaszország               | 1986–1987 |

| Név                              | Nemzetiség                | Évek       |
| -------------------------------- | ------------------------- | ---------- |
| Gigi Simoni                      | Olaszország               | 1987–1988  |
| Franco Scoglio                   | Olaszország               | 1988–1990  |
| Osvaldo Bagnoli                  | Olaszország               | 1990–1992  |
| Bruno Giorgi                     | Olaszország               | 1992–1993  |
| Claudio Maselli                  | Olaszország               | 1993–1994  |
| Franco Scoglio                   | Olaszország               | 1994–1995  |
| Gigi Radice                      | Olaszország               | 1995–1996  |
| Attilio Perotti                  | Olaszország               | 1996–1997  |
| Gaetano Salvemini                | Olaszország               | 1996–1997  |
| Claudio Maselli                  | Olaszország               | 1997       |
| Tarcisio Burgnich                | Olaszország               | 1997–1998  |
| Giuseppe Pillon                  | Olaszország               | 1998       |
| Luigi Cagni                      | Olaszország               | 1998       |
| Delio Rossi                      | Olaszország               | 1999–2000  |
| Bruno Bolchi                     | Olaszország               | 2000       |
| Guido Carboni Alfredo Magni      | Olaszország · Olaszország | 2000–2001  |
| Bruno Bolchi                     | Olaszország               | 2001       |
| Franco Scoglio                   | Olaszország               | 2001       |
| Edoardo Reja                     | Olaszország               | 2001–2002  |
| Claudio Onofri                   | Olaszország               | 2002       |
| Vincenzo Torrente Rino Lavezzini | Olaszország · Olaszország | 2003       |
| Roberto Donadoni                 | Olaszország               | 2003       |
| Luigi De Canio                   | Olaszország               | 2004       |
| Serse Cosmi                      | Olaszország               | 2004–2005  |
| Francesco Guidolin               | Olaszország               | 2005       |
| Giovanni Vavassori               | Olaszország               | 2005–2006  |
| Gian Piero Gasperini             | Olaszország               | 2006–2010  |
| Davide Ballardini                | Olaszország               | 2010–2011  |
| Alberto Malesani                 | Olaszország               | 2011       |
| Pasquale Marino                  | Olaszország               | 2011–2012  |
| Alberto Malesani                 | Olaszország               | 2012       |
| Luigi De Canio                   | Olaszország               | 2012       |
| Luigi Delneri                    | Olaszország               | 2012–2013  |
| Davide Ballardini                | Olaszország               | 2013       |
| Fabio Liverani                   | Olaszország               | 2013       |
| Gian Piero Gasperini             | Olaszország               | 2013–2016  |
| Ivan Jurić                       |                           | 2016–2017  |
| Andrea Mandorlini                |                           | 2017       |
| Ivan Jurić                       |                           | 2017       |
| Davide Ballardini                |                           | 2017;–2018 |
| Ivan Jurić                       |                           | 2018       |
| Cesare Prandelli                 | Olaszország               | 2018–2019  |
| Aurelio Andreazzoli              | 🇮🇹                        | 2019       |

## Stadion
A klub 1911-től a hazai meccseit a 36 536-os befogadóképességű Luigi Ferraris Stadionban játssza. 1946 óta a pályát a Sampdoriával együtt használják. Genova gyakran ingadozott az olasz labdarúgás első két osztálya; a Serie A és Serie B között az 1960-as évektől. A legutóbbi feljutás után a Genoa újra a Serie A-ban játszik, 1995 óta először.

## Színek, címer és becenevek
Mivel a Genoát angolok alapították, a klub első színei hasonlítottak az angol labdarúgó-válogatottéra. 1899-ben a szerelés színei csak rövid időre cserélődtek fehér-kék csíkokra; a kék ábrázolta Genovát, mint kikötővárost. Végül a klub eldöntötte, hogy félig piros, félig kék mezben (az eddigi leghíresebb színeikben) fognak játszani, így a becenevük rossoblu lett.
A Genoa egyik beceneve az Il Grifone, ami annyit jelent, „a griffmadár”; ez a Genovához tartozó címerből ered. A címer jellegzetessége a két arany griffmadár, mindegyik oldalán Szent György kereszttel. A Genoa Cricket and Football Club mostani címere a város címeréből ered, de magába foglalja a klub piros-kék színeit.

## Szurkolók és riválisok
A Genoának körülbelül 1 000 000 szurkolója van Olaszországban, legtöbb Liguriában, azonban népszerűek Piemontban és az Valle d'Aostában is. A genovaiak tengerészi hagyománya és a genovai közösség jelen van a távoli országokban is, mert már rajongói klubok vannak Buenos Airesben, Amszterdamban, Tokióban, Torontóban, New Yorkban, San Franciscoban, Izlandon és más helyeken is.

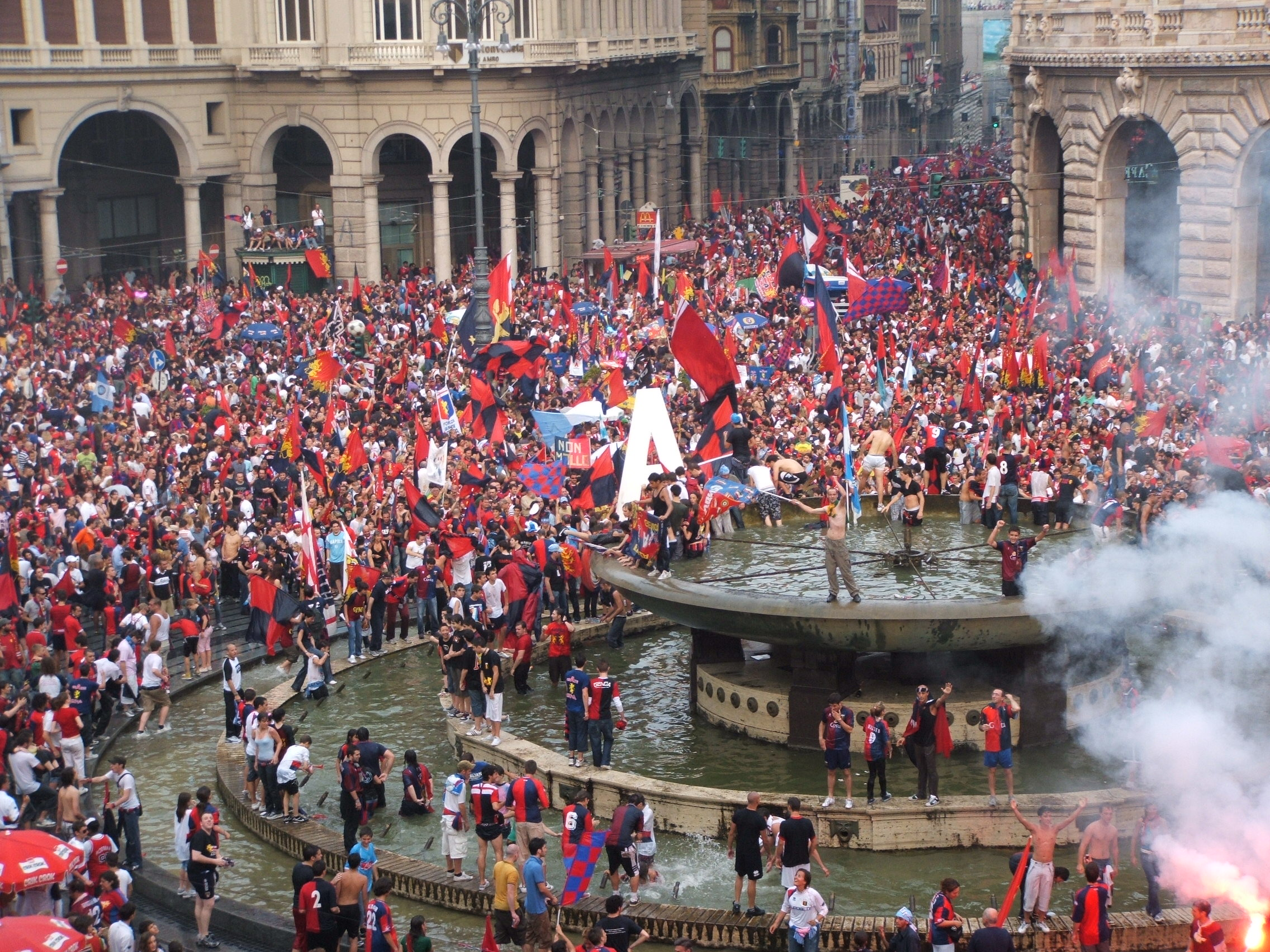
A Genoa szurkolói 2007-ben, amikor ünneplik a visszatérést a Serie A-ba.

A legjelentősebb riválisa a Genoának, akinek azonos a székhelye és akivel egy stadiont használnak, a Sampdoria. A két klub a heves Derby della Lanternán ("A Világítótorony Derbi") versenyzik egymással; a nevét a genovai világítótoronyról kapta. A Genoa ultráinak erős ellenszenvük van a Milannal szemben, mert 1995 januárjában egy Milan szurkoló halálosan megszúrt egy Genoa szurkolót, Vincenzo Spagnolot.
A Genoa szurkolók hosszú idők óta tartó barátságot ápolnak a Torino FC és az Napoli szurkolóival, ami 1982-re nyúlik vissza. A Serie B 2006–07-es szezonjának utolsó játéknapján, a 0–0-s döntetlennel mindkét csapat bebiztosította a feljutását a Serie A-ba. A Genoa ultrák táblákat tartottak fel ezzel a felirattal: „benvenuto fratello napoletano”, ami azt jelenti, „Üdvözlünk nápolyi testvéreink”; és a két csoport együtt ünnepelt.

## Sikerek

### Hazai sikerek
- Olasz labdarúgó-bajnokság: 9
  - Bajnok: 1898, 1899, 1900, 1902, 1903, 1904, 1914–15, 1922–23, 1923–24
  - Ezüstérmes: 1901, 1905, 1927–28, 1929–30
- Olasz kupa: 1
  - Győztes: 1936–37
  - Döntős: 1939–40
- Olasz labdarúgó-bajnokság (másodosztály): 6
  - Bajnok: 1934–35, 1952–53, 1961–62, 1972–73, 1975–76, 1988–89
  - Ezüstérmes: 1980–81
  - Feljutott: 2006–07
- Olasz labdarúgó-bajnokság (harmadosztály): 1
  - Bajnok: 1970–71
  - Ezüstérmes: 2005–06

Palla Dapples: 13
- Győztes: 1903–1909

### Nemzetközi címek
- UEFA-kupa
  - Elődöntős: 1991–92
- Mitropa Kupa:
  - Döntős: 1990
  - Negyeddöntős: 1929
- Coppa delle Alpi: 3
  - Győztes: 1962, 1964, 1991
- Anglo-Olasz Kupa: 2
  - Winners: 1996
- Spagnolo Trófea: 5
  - Győztes: 1995, 1996, 2000, 2001, 2003, 2006